# Cajun Dart

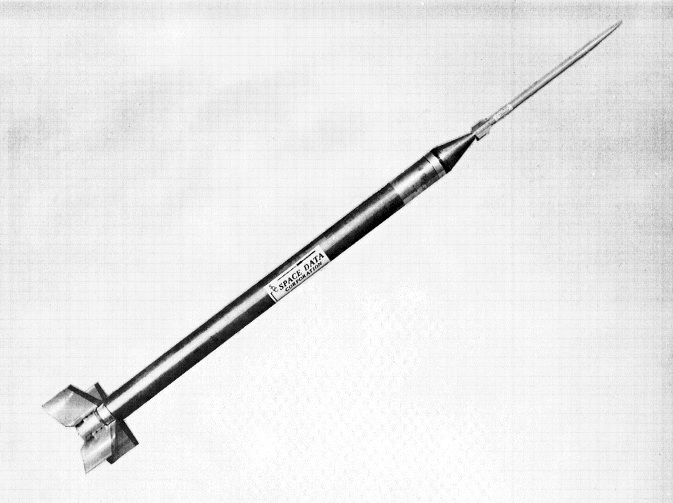

Cajun Dart ist die Bezeichnung einer amerikanischen Höhenforschungsrakete. Die Cajun Dart hat einen Startschub von 36 kN, eine Gipfelhöhe von 74 km, eine Startmasse von 100 kg, einen Durchmesser von 0,17 m und eine Länge von 4,10 m. Die Cajun Dart wurde zwischen 1964 und 1970 87-mal gestartet.